# اسکار شلمر
اسکار شلمر (۴ سپتامبر ۱۸۸۸ - ۱۳ آوریل ۱۹۴۳) نقاش، مجسمه‌ساز، طراح و طراح رقص آلمانی، او با مدرسه باوهاوس همکاری می‌کرد. در سال ۱۹۲۳، پس از اینکه دوره‌ای را به سمت آموزگاری در کارگاه مجسمه‌سازی طی نمود. در کارگاه تئاتر باوهاوس با سمت استاد فُرم استخدام شد. از آثار برجسته او می‌توان از باله سه نفره که در آن سه بازیگر از حالت عادی به حجم‌های هندسی تغییر شکل می‌دهند نام برد. همچنین در رقص شیب و ترپنویتز لباس نمایشگران به گونه‌ای است که گویی مجسمه‌ها زنده و بخشی از صحنه نمایش هستند.

## زندگی‌نامه
در سپتامبر ۱۸۸۸ در سوابیا، آلمان متولد شد. اسکار شلمر کوچکترین فرزند از میان ۶ فرزند خانواده بود. پدر و مادرش، کارل لئونارد شلمر و مینا نوهاوس، هر دو در حدود سال ۱۹۰۰ درگذشتند و اسکار جوان با خواهرش زندگی کرد و در همان سنین پایین آموخت که چگونه مستقل امرار معاش کند. در سال ۱۹۰۳ او کاملاً مستقل بود و به عنوان شاگرد در یک کارگاه خاتم‌کاری کار می‌کرد و از سال ۱۹۰۵ تا ۱۹۰۹ به کارآموزی در منبت‌کاری پرداخت.
اسکار شلمر در آموزشگاه هنر و صنایع دستی (دانشکده هنرهای کاربردی) اشتوتگارت تحصیل کرد و برای حضور در دانشکده هنرهای زیبا (دانشکده هنرهای زیبای اشتوتگارت) بورسیه تحصیلی دریافت کرد. او از سال ۱۹۰۶ زیر نظر نقاشان منظره‌نگاری کریستین لندنبرگر و فردریش فون کلر آموزش دید و تحصیل کرد. در سال ۱۹۱۰ شلمر به برلین نقل مکان کرد و در آنجا برخی از اولین آثار مهم خود را نقاشی کرد و سپس در سال ۱۹۱۲ به عنوان شاگرد استاد هنر انتزاعی آدولف هولزل به اشتوتگارت بازگشت و امپرسیونیسم را کنار گذاشت و در آثارش به سمت کوبیسم حرکت کرد. در سال ۱۹۱۴ شلمر برای جنگیدن در جبهه غربی در جنگ جهانی اول نام نویسی کرد و وقتی مجروح شد، در سمتی در واحد نقشه‌نگاری نظامی به کلمار منتقل شد و تا زمان بازگشت به کار زیر نظر هولزل در سال ۱۹۱۸ در آنجا اقامت داشت.

## نگارخانه

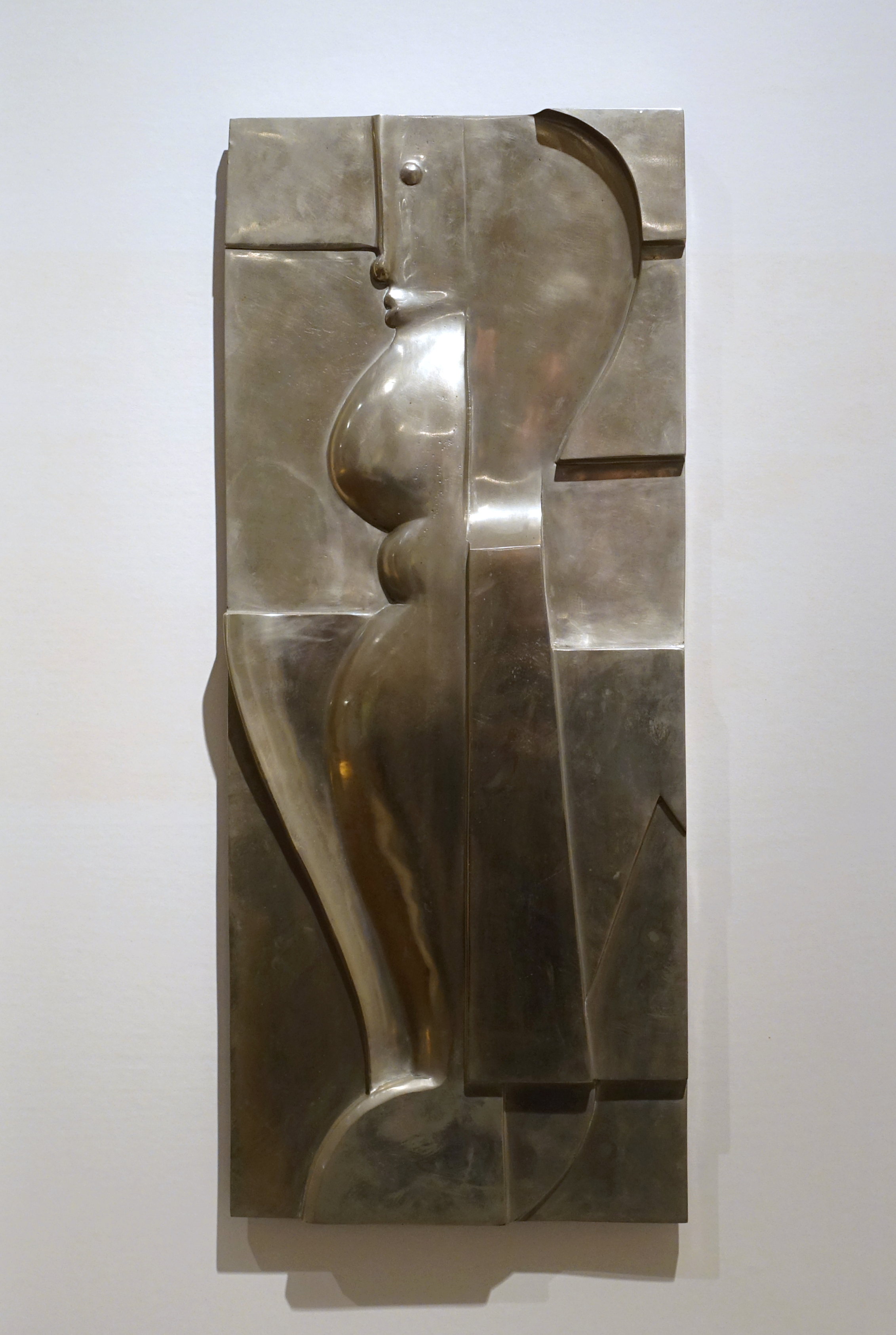
ریخته‌گری نیکل شلمر، موزه هنرهای کاربردی کلن، آلمان. ۱۹۱۹
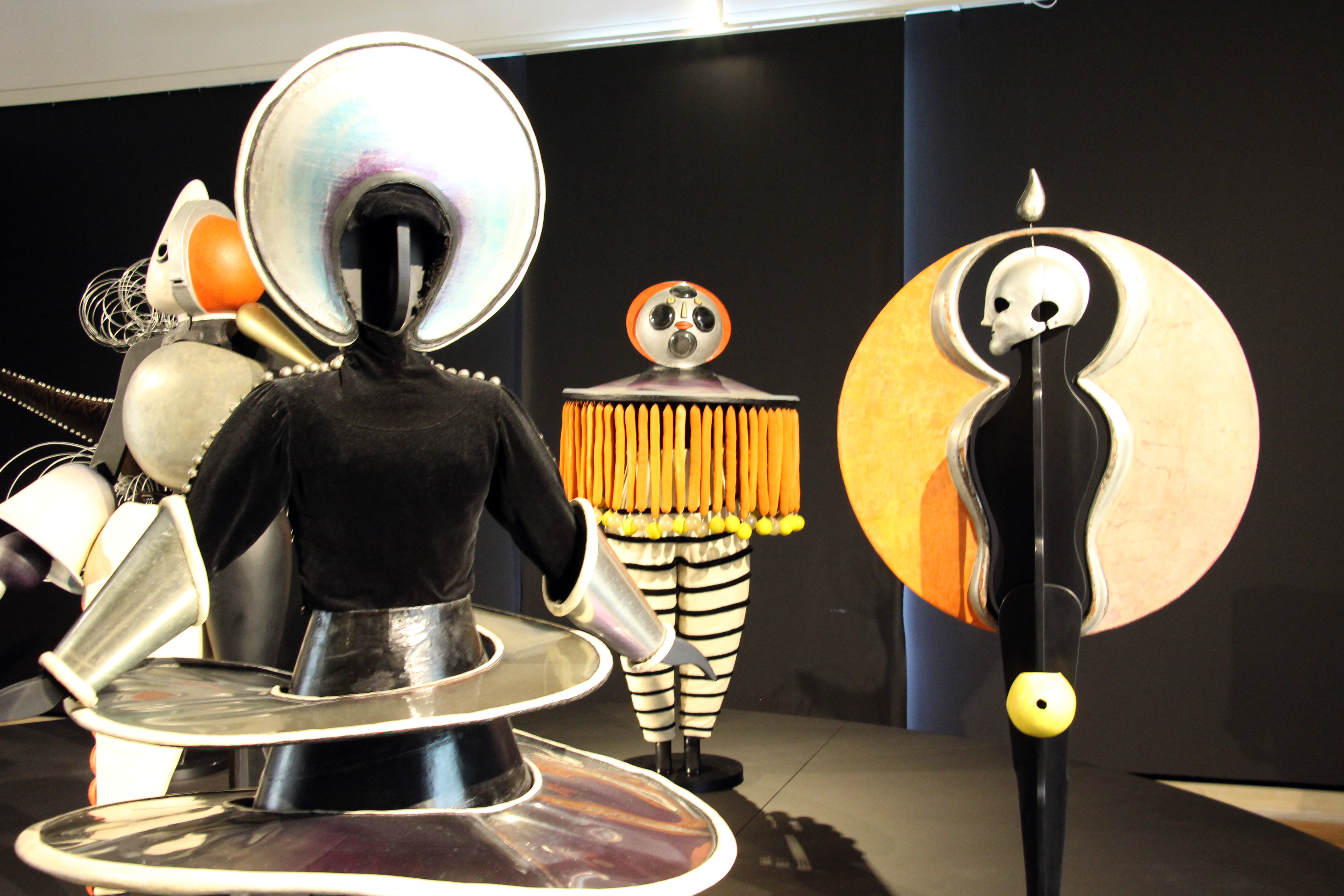
لباس‌هایی از باله شلمر (۱۹۲۲).
نشان باوهاوس، طراحی شده توسط اسکار شلمر (۱۹۲۲).
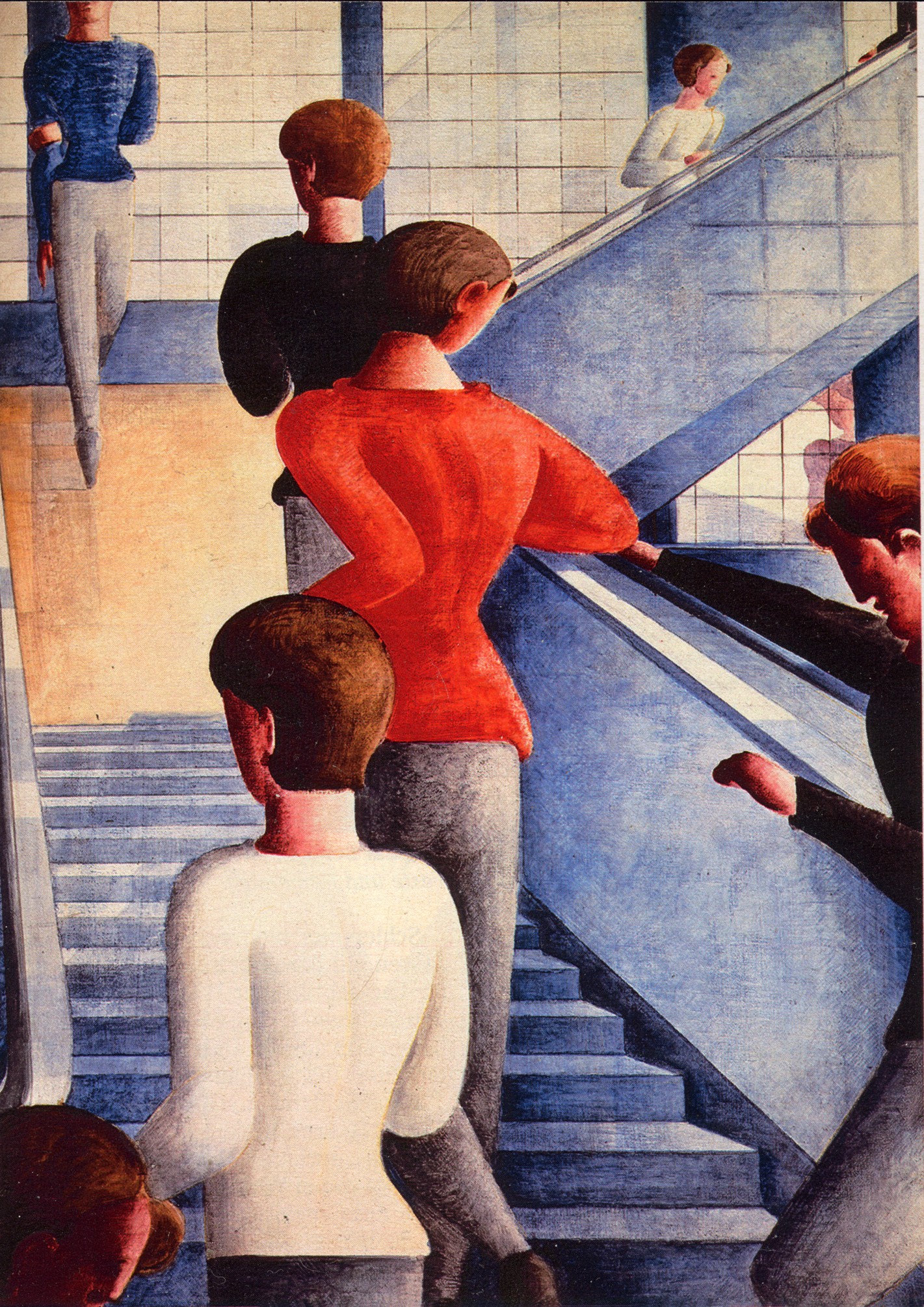
راه پله باهاوس (پلکان باهاوس)، ۱۹۳۲، موزه هنر مدرن، نیویورک